# Provincia de Niassa
Niassa (en portugués: Província de Niassa) es una provincia de Mozambique. La capital es Lichinga situada a 2800 km de la capital del país, Maputo.

## Distritos con población en agosto de 2017
- Chimbonila 98,313
- Cuamba 264,572
- Lago 163,982
- Lichinga 213,361
- Majune 38,453
- Mandimba 217,242
- Marrupa 58,162
- Maúa 71,408
- Mavago 30,757
- Mecanhelas 296,908
- Mecula 21,342
- Metarica 53,524
- Muembe 44,042
- N'gauma 127,940
- Nipepe 44,546
- Sanga 78,424

## Historia

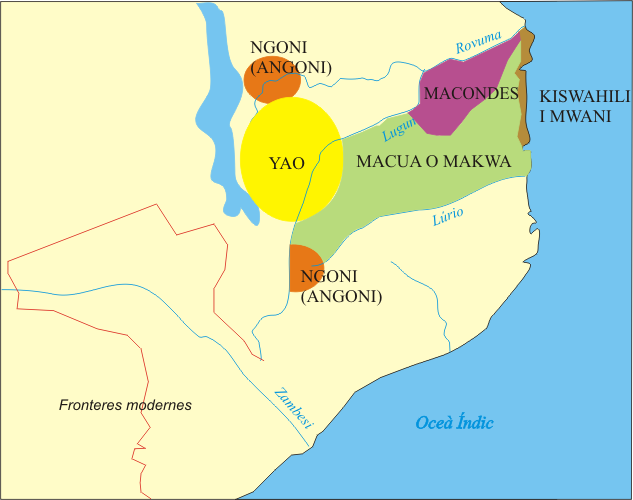
Zona otorgada a la Compañía de Niassa con indicación de las poblaciones existentes en ese momento

El origen de la provincia se remonta a la Compañía de Niassa, concesión en 1890 del gobierno portugués para explotar la zona entre los ríos Rovuma y Lúrio, que corresponde actualmente a las provincias de Niassa y Cabo Delgado, que rigió este territorio entre los años 1894, año de la ocupación efectiva del territorio, y 1929.
En 1929 pasó al gobierno directo de la administración colonial portuguesa. En 1931 se fundó Vila Cabral, la actual Lichinga, como capital de la nueva provincia.

## Características
Tiene una población de 1.213.398 habitantes, según el censo de 2007, y una superficie de 129.056 km². Para efectos comparativos su área es similar a la de Nicaragua.
Limita al norte con Tanzania, al sur con Nampula y Zambezia, al oriente con Cabo Delgado, y al occidente con el lago Malaui y Malaui.
Sus principales productos son algodón, mijo, sorgo, madera y piedras preciosas y semipreciosas.
Las etnias más representadas son la macua, la ajaua y la nianja.

### Subdivisiones de Niassa

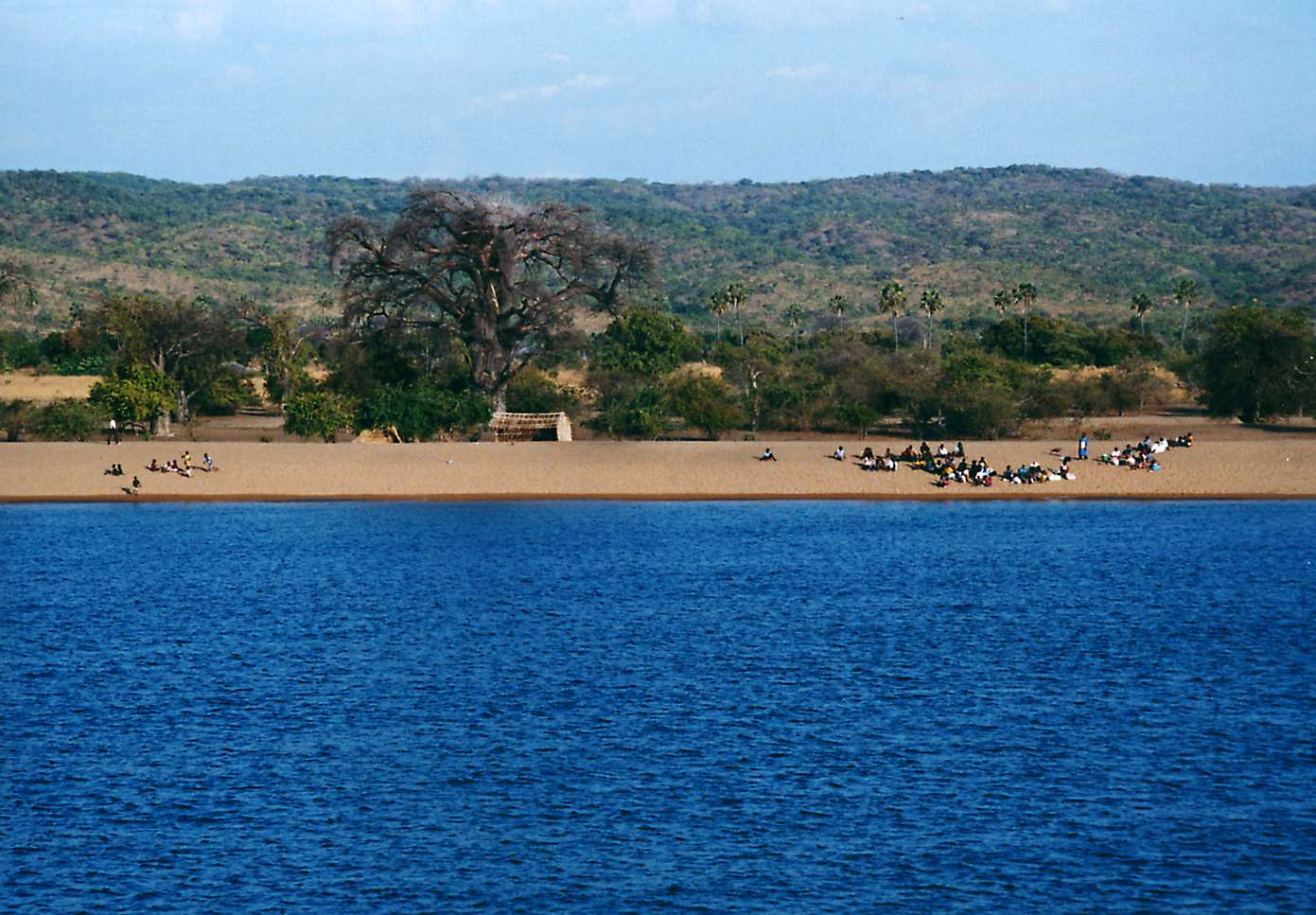
Ribera mozambiqueña del lago Niassa, con un árbol gigante.

Provincia formada por los siguientes quince distritos, que a su vez están subdivididos en puestos administrativos, cuando el puesto sede coincide con la capital del distrito figuran en negrilla.
- 101, Ciudad de Lichinga.
- 102, Cuamba:
  - Ciudad de Cuamba, sede
  - Etatara,
  - Lurio.
- 103, Lago:
  - Metangula, sede
  - Cobue,
  - Lunho,
  - Maniamba.
- 104, Lichinga.
  - Lichinga, fundada como Villa Cabral:

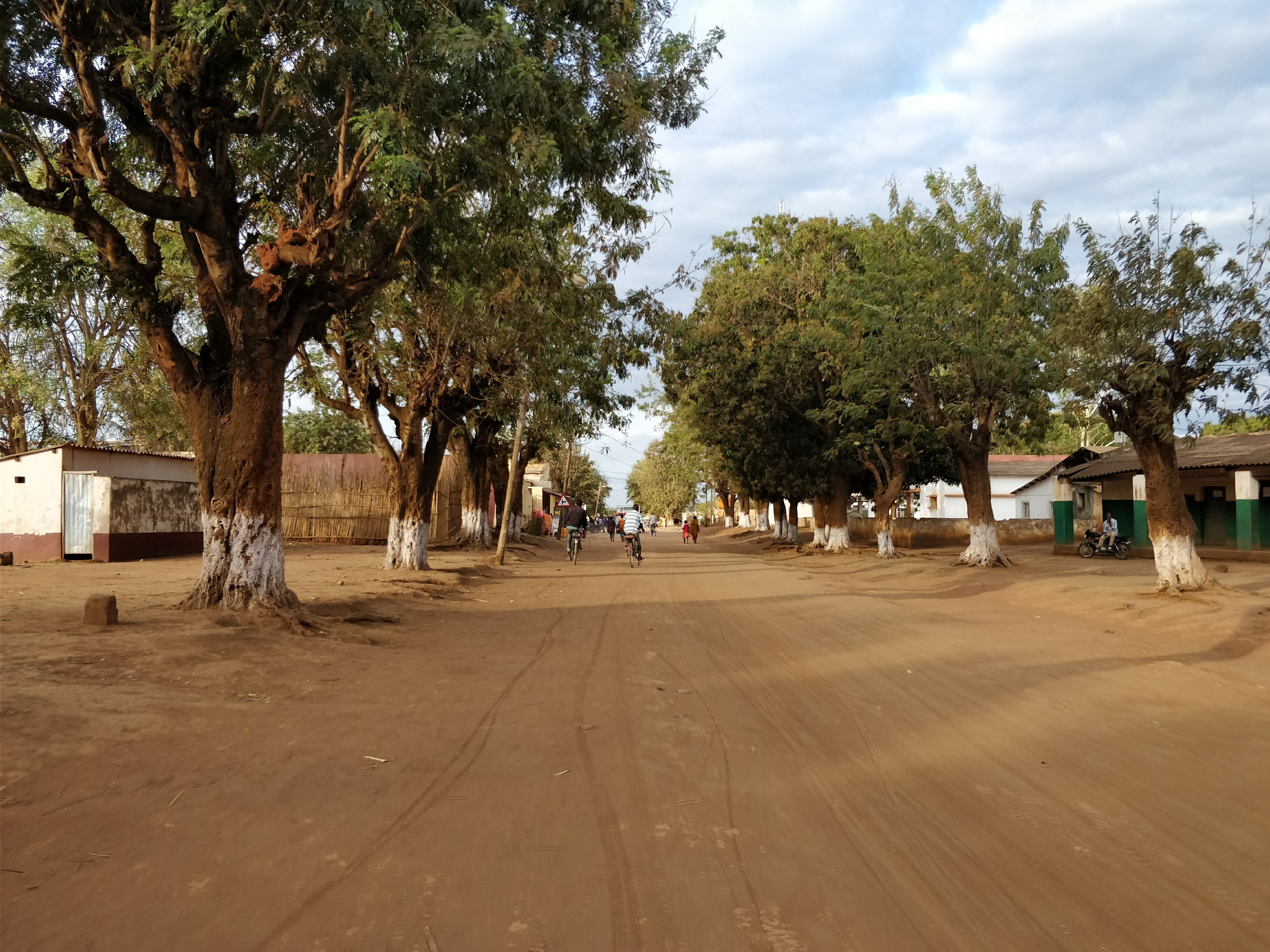
Mandimba, Niassa, Mozambique

  - Chimbonila,sede.
  - Lione,
  - Meponda.
- 105 Majune:
  - Muaquia,
  - Nairrubi.
- 106 Mandimba:
  - Mitande.

- 107 Marrupa:
  - Marangira,
  - Nungo.
- 108 Maúa:
  - Maiaca.
- 109 Mavago:
  - M´Sawize,
- 110 Mecanhelas:
  - Chiuta.
- 111 Mecula:
  - Matondovela.
- 112 Metarica:
  - Nacumua.
- 113 Muembe:
  - Chiconomo.
- 114 N'Gauma:
  - Massangulo, sede.
  - Itepela.
- 115 Nipepe:
  - Muipite.
- 116 Sanga:
  - Lussimbeze,
  - Macaloge,
  - Matchedje.